# The Orb

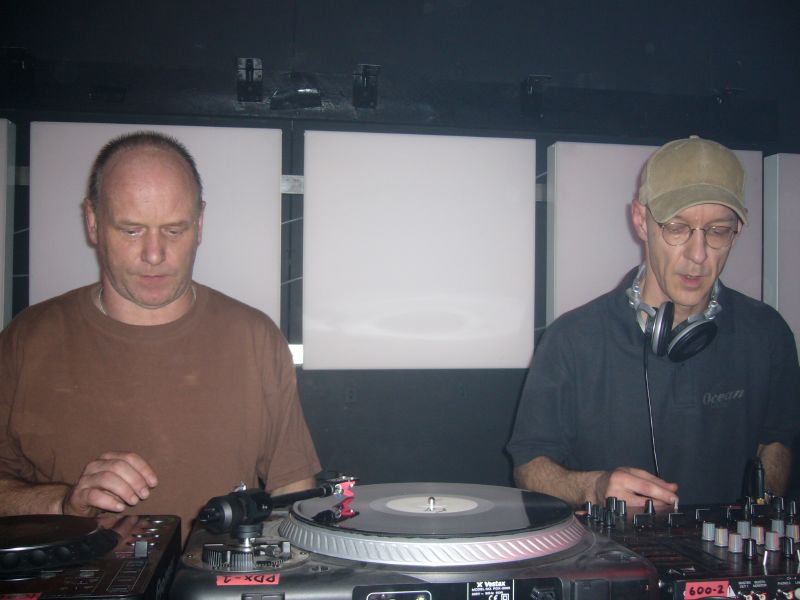
The Orb

The Orb är en brittisk elektronisk musik-grupp. De är kända för att ha populariserat "chill out"-musik på 1990-talet. Deras musik är influerad av skilda saker som experimentell elektronisk musik, Kraftwerk, Brian Eno, Karlheinz Stockhausen och reggae. The Orb började som ambient- och dub-DJ:s i London 1988, och de första medlemmarna var Kris Weston och Alex Paterson, senare KLF-medlemmen Jimmy Cauty. Kris Weston skrev mestadels musiken och programmerade de flesta synthlinjerna. 